# 大森千賀子
大森 千賀子（おおもり ちかこ、1973年4月19日 -）は岡山県出身の日本の柔道家。現役時代の階級は52kg級。身長は164cm。

## 人物
岡山東商業高校2年の時に高校選手権52kg級の2回戦で敗れた。1992年に岡山商科大学へ進むと、4年の時には全国女子体重別で3位となった。1996年にはミキハウスの所属となると、1997年の実業個人選手権では決勝で会社の同僚である吉田清美に敗れて2位だった。全国女子体重別では決勝で吉田を破って全国大会初優勝を果たした。福岡国際では決勝まで進むも、ダイコロの永井和恵に敗れて2位にとどまった。

## 主な戦績
- 1995年 -　全国女子体重別　3位
- 1996年 -　体重別　3位
- 1997年　- 実業個人選手権　2位
- 1997年 -　全国女子体重別　優勝
- 1997年 -　福岡国際　2位

(出典、JudoInside.com)